# Ruthwell Cross

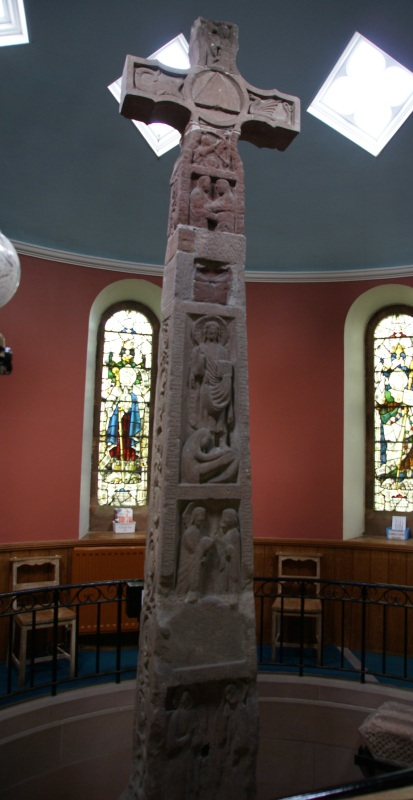
Het Ruthwell Cross (zuidzijde).

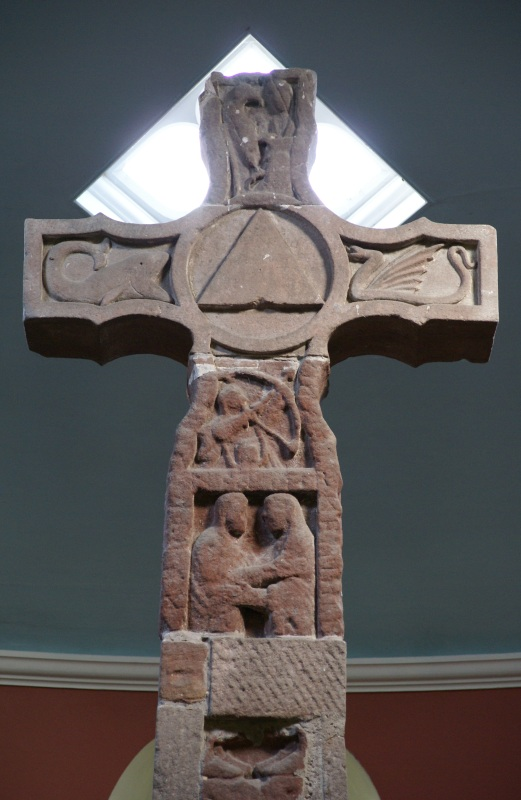
De zuidzijde met bovenaan de evangelist Johannes (die thuishoort aan de andere zijde van het kruis), de vrijmetselaarssymbolen walvis, driehoek en draak, een boogschutter en Maria en Marta.

Het Ruthwell Cross is een achtste-eeuws vrijstaand kruis van angelsaksische origine, dat zich sinds de negentiende eeuw in de Ruthwell and Mount Kedar Church in Ruthwell in de Schotse regio Dumfries and Galloway bevindt.

## Geschiedenis
Het Ruthwell Cross dateert uit het midden van de achtste eeuw. Het wordt beschouwd als een van de belangrijke monumenten van het vroegmiddeleeuwse Europa. Het kruis wordt gerekend tot het beeldhouwwerk van de angelsaksische Jarrow-Monkwearmount-school.
Het kruis was hoogstwaarschijnlijk bedoeld als een kruis om het geloof te preken en niet om een overledene te gedenken. Toen het kruis werd opgericht, behoorde dit gebied tot het koninkrijk Northumbria.
In 1560 vond in Schotland de reformatie plaats. Op 28 juli 1640 werd in St Machar's Cathedral te Aberdeen door de General Assembly, de hoogste vertegenwoordiging van de gereformeerde godsdienst, besloten dat alle monumenten met afbeeldingen bedoeld voor religieuze verering moesten worden vernietigd. Gavin Young, de dominee van Ruthwell Church in die periode, spaarde in eerste instantie het Ruthwell Cross, aangezien hij van mening was dat het hier geen afgodsbeeld betrof. Hij werd echter gedwongen het besluit uit te voeren en moest het kruis omverhalen en in stukken breken; dit gebeurde in 1642. Hij zorgde er echter voor, dat de breuken zo veel mogelijk het beeldhouwwerk ontzagen. Ook liet hij een gleuf in de harde klei van de kerkvloer uithakken waar de brokken van het kruis in gedeponeerd konden worden, waar zo min mogelijk schade zo worden aangericht aan de resten van het kruis. Het is waarschijnlijk dat een van de grootste panelen bewust met een beitel werd vernietigd. Young overleed in 1671 op 85-jarige leeftijd.
Rond 1780 werd de kerk van een stenen vloer voorzien, waarbij delen van het kruis, die al sinds 1642 in de kleien vloer van de kerk lagen, moesten worden verwijderd. Deze fragmenten werden verplaatst naar de tuin van de kerk, dicht bij de kerkmuur.
In 1779 werd Henry Duncan dominee van Ruthwell, die de fragmenten van het kruis uitgebreid onderzocht. De armen van het kruis waren niet meer aanwezig. Een aantal brokken van het bovenste deel van het kruis werden later in de tuin bij de kerk teruggevonden.
In 1802 werden de fragmenten van het kruis verzameld en geplaatst in de tuin bij de kerk. In 1823 werd het Ruthwell Cross hersteld en opgericht in de tuin van het huis van de dominee. Voor de ontbrekende fragmenten van het kruis, zoals de armen, werden nieuwe stukken ontworpen en opgenomen in de reconstructie van het kruis. Het ontwerp van de nieuwe delen werd door Duncan gebaseerd op zijn idee dat het Ruthwell Cross oorspronkelijk was opgericht door vrijmetselaars.
In 1871 werd James McFarlan dominee in Ruthwell. In deze periode was er veel aandacht uit wetenschappelijke kringen voor het Ruthwell Cross en werd er op aangedrongen om het kruis beter tegen de elementen te beschermen. In 1887 werd het Ruthwell Cross tot een historisch monument verklaard. McFarlan liet de kerk aan de noordzijde met een apsis uitbreiden waar in 1887 in het midden het Ruthwell Cross werd opgericht. Omdat het kruis te hoog was voor de kerk en het verhogen van de dakconstructie te duur was, werd gekozen om een verdieping in de kerk aan te brengen waar het kruis werd geplaatst.

## Beschrijving
Het Ruthwell Cross is een vrijstaand kruis met een hoogte van zo'n 5,2 meter. Het kruis is gemaakt van twee blokken steen, waarbij de onderste steen 3,7 meter hoog is en 76 centimeter dik. Het bovenste blok is van een dieper rood gesteente.
Het Ruthwell Cross is aan alle vier de zijdes versierd. Het kruis gemaakt in een stijl die sterk beïnvloed werd door de oost-mediterraanse traditie. Het kruis is voorzien van twee soorten inscripties: runen en inscripties in Romeinse letters.

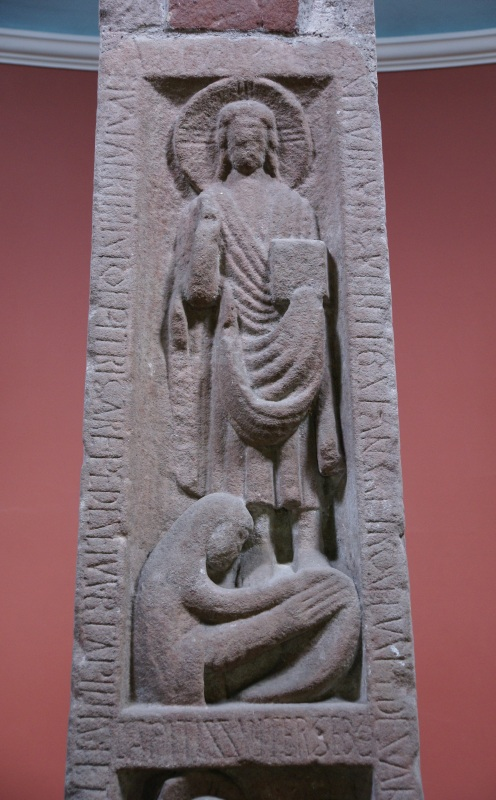
Een zondares wast de voeten van Jezus.

### Zuidzijde van de schacht
De zuidzijde toont van onder naar boven panelen met de volgende voorstellingen:
- Kruisiging. Boven de oostelijke arm van het kruis is een zon afgebeeld. De inscripties hebben hoogstwaarschijnlijk de strofes bevat van het gedicht Lay of the Rood; de enige leesbare runen op het kruis lezen:'met speren werd ik verwond'.[12]
- Maria-Boodschap. De engel staat links en de Maagd Maria staat rechts. Hun gezichten zijn weggekapt. Het leesbare deel van de inscriptie luidt:INGRESSUS, vermoedelijk afkomstig uit de vulgaat, Lucas 1:28 Et ingressus angelus ad eam dixit; ave, gratia plena; dominus te-cum; benedicta tu in mulieribus (En de engel kwam tot haar en sprak: wees gegroet, vol van genade, de heer is met u, gij zijt de gezegende onder de vrouwen).[13]
- Jezus geneest een blinde. De figuur van Jezus staat links, de blinde man staat rechts. De inscriptie is deels beschadigd; er stond: et praeteriens vidit hominem caecum a natibitate et sanavit eum ab infirmitate (in het voorbijgaan zag Hij een man blind van geboorte en Hij heelde hem van zijn gesteldheid.)[13]
- De voeten van Jezus worden gewassen door een bekeerde zonderes (Maria Magdalena). De inscriptie in Latijnse karakters is een citaat uit de vulgaat, Lucas 7:37-38, en is de langste inscriptie op het kruis.[14] Er staat:attulit alabastrum unguenti et stans retrosecus pedes ejus lacrimis coepit rigare pedes ejus et capillis capitis sui tergebat (Zij bracht een alabaster kruik met zalf en terwijl zij huilend achter Zijn voeten stond, maakte zij Zijn voeten nat met haar tranen, die zij droogde met haar hoofdharen.)[14]
- Maria en Marta. Een alternatief is dat het de ontmoeting van Maria en Elisabet voorstelt.[14] Dit deel van de schacht is ernstig beschadigd: zo mist het middelste deel van beide figuren en is het deel met de inscriptie niet meer aanwezig.[14]
- een boogschutter. Deze boogschutter bevindt zich in zittende positie en mikt op de rechterbovenhoek. Deze afbeelding wordt beschouwd als de meest levensechte en energieke figuur op het kruis.[14]

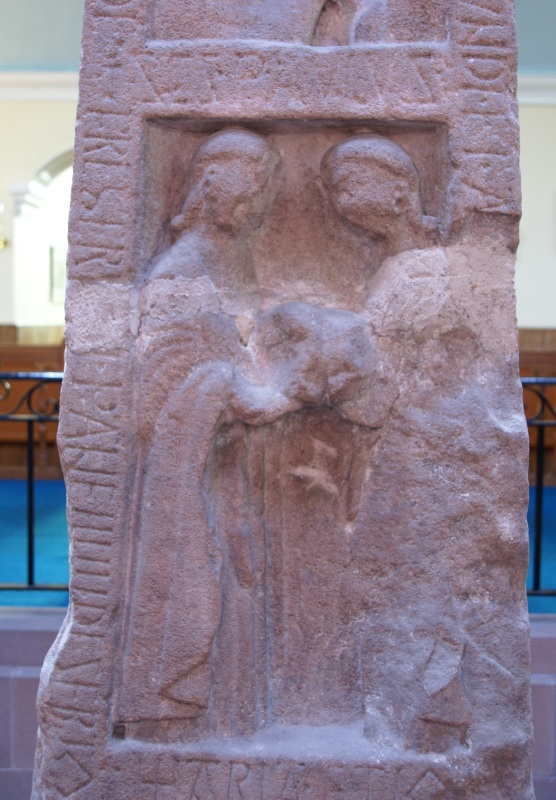
Detail van de noordzijde: Paulus van Thebe en Antonius van Egypte delen brood in de woestijn.

### Noordzijde van de schacht
De noordzijde toont van onder naar boven panelen met de volgende voorstellingen:
- een verwijderde voorstelling, vermoedelijk was dit een voorstelling van de Geboorte van Jezus.[2][15]
- De vlucht naar of uit Egypte door de woestijn. Maria is met het kindje Jezus gezeten op een muilezel.[15] In de linkerbovenhoek is de kroon van een boom zichtbaar.[15] Het leesbare deel van de inscriptie luidt:Maria.et.i0.[15]
- Paulus van Thebe en Antonius van Egypte die brood delen in de woestijn. De inscriptie luidt:SCS PAVLS ET ANTONIVS EREMITAE FREGERVNT PANEM IN DESERTO (De heiligen Paulus en Antonius, kluizenaars, braken brood in de woestijn).[16]
- Jezus Christus in Zijn majesteit, met Zijn voeten op beesten. De twee beesten zien eruit als zwijnen.[17] Deze voorstelling beeldt de overwinning van Jezus uit over alles dat immoreel en onrein is.[17] De inscriptie luidt:JHS XPS JVDEX AEQVITATIS BESTIAE ET DRACONES COGNOUERVNT IN DESERTO SALVATOREM MVNDI (Jezus Christus, de Rechter van Gelijkheid. Beesten en draken wisten, in de woestijn, de Redder van de wereld.)[17]
- De Heilige Drie-eenheid. Te zien is een man met in zijn handen een Agnus Dei. Deze voorstelling werd ooit gezien als Johannes de Doper.[2][17] Op basis van de overgebleven inscriptie en de opbouw van de andere voorstellingen, moet deze voorstelling de Heilige Drie-eenheid voorstellen, waarbij de man God de Vader voorstelt, Agnus Dei God de Zoon; de Heilige Geest, vermoedelijk in de vorm van een duif, is geërodeerd.[2]
- De evangelist Matteüs met zijn symbool, een mens.

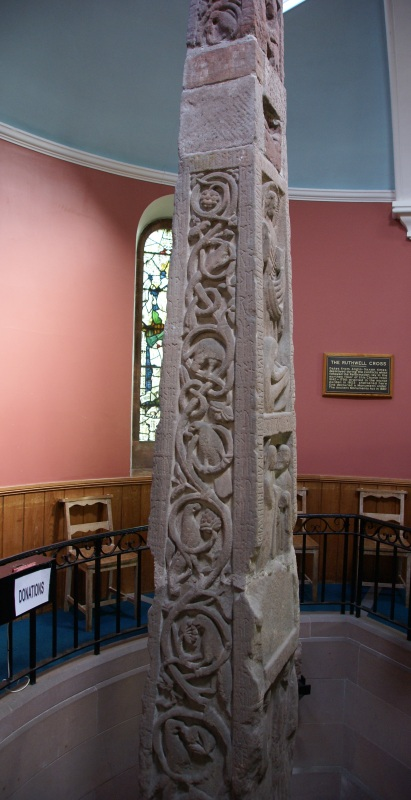
De westelijke zijde van het kruis.

### Bovenste deel van het kruis
Boven de evangelist Matteüs aan de noordzijde waren waarschijnlijk de drie andere evangelisten afgebeeld: twee op de uiteinden van de originele armen en Johannes op de bovenste steen van het kruis, die de top vormt. Deze bovenste steen is bij de reconstructie echter verkeerd om geplaatst, waardoor Johannes en zijn adelaar zich aan de zuidzijde bevinden in plaats van aan de noordzijde. Aan de noordzijde bevindt zich thans een afbeelding van een grote adelaar.
De reconstrueerde armen zijn voorzien van symbolen uit de vrijmetselarij. De armen aan de zuidzijde zijn voorzien van een driehoek met aan weerszijden een walvis en een draak. De armen aan de noordzijde tonen een zon geflankeerd door een haan en een koe.

### West- en oostzijde van de schacht
De west- en oostzijde zijn de smallere zijdes van het kruis. De zijdes zijn versierd met afbeeldingen van vogels en andere dieren, die zich tussen ranken en bladeren bevinden, vergelijkbaar met de achterzijde van het Bewcastle Cross in Cumbria.
Op de zijdes bevindt zich tevens in runen een versie van het Angelsaksisch religieus gedicht genaamd The Dream of the Rood. Dit gedicht werd vermoedelijk pas aangebracht een tijdje na de oprichting van het kruis.

## Beheer
Het Ruthwell Cross wordt beheerd door Historic Scotland.